# تسیگوینروایزن
تسیگوینروایزن (آلمانی: Zigeunerweisen) (به ژاپنی: ツィゴイネルワイゼン) یک فیلم مستقل ژاپنی به کارگردانی سیجون سوزوکی است که سال ۱۹۸۰ منتشر شد. فیلم در همان سال جایزه بهترین فیلم آکادمی فیلم ژاپن را برد. از بازیگران آن می‌توان به یوشیو هارادا و کیرین کیکی اشاره کرد.